# Nakajima Army Type 91 Fighter
Máy bay tiêm kích Lục quân Nakajima Kiểu 91 là một loại máy bay tiêm kích của Nhật Bản trong thập niên 1930.

## Biến thể
Máy bay tiêm kích Lục quân Nakajima Kiểu 91-1
Máy bay tiêm kích Lục quân Nakajima Kiểu 91-2

## Quốc gia sử dụng
Trung Quốc
 Nhật Bản
- Không quân Lục quân Đế quốc Nhật Bản

## Tính năng kỹ chiến thuật (Kiểu 91-1)
Dữ liệu lấy từ The Complete Book of Fighters 
Đặc điểm tổng quát
- Kíp lái: 1
- Chiều dài: 7,26 m (23 ft 9¾ in)
- Sải cánh: 11 m (36 ft 1 in)
- Chiều cao: 2,79 m (9 ft 1¾ in)
- Diện tích cánh: 20 m² (215,28 ft²)
- Trọng lượng rỗng: 1.075 kg (2.370 lb)
- Trọng lượng có tải: 1.530 kg (3.373 lb)
- Động cơ: 1 × Bristol Jupiter VII kiểu động cơ piston 9 xy-lanh bố trí tròn, 388 kW (520 hp)

 Hiệu suất bay 
- Vận tốc cực đại: 300 km/h (162 kn, 186 mph)
- Trần bay: 9.000 m [1] (29.500 ft)
- Tải trên cánh: kg/m² (lb/ft²)
- Công suất/trọng lượng: W/kg (hp/lb)

Trang bị vũ khí

2 × súng máy 7,7 mm (.303 in)